# Kofi Setordji
Kofi Setordji (Accra, 1957) è un artista ghanese.

## Attività Artistica
Kofi Setordji è nato ad Accra nel 1957. Ha iniziato la sua carriera come artista grafico e negli anni novanta è diventato uno scultore a tempo pieno sotto la guida dell'artista ganese Saka-Acquaye.
Nel 1990 ha ricevuto il premio "Scultore dell'Anno".
Insieme al pittore Wisdom Kudowor, ha fondato SOCA Society for Contemporary Art per il Ghana.
I membri del SOCA organizzano discussioni sull'arte attraverso dei simposi.
Uno dei progetti di Setordji è ART House. Una struttura ospitante per artisti in visita all'interno della sua casa, situata nella meravigliosa campagna alle porte di Accra.
Il suo lavoro scultoreo impiega soprattutto il legno, il metallo, il bronzo, la pietra, la terracotta e la pittura.
Ha esposto in diversi paesi africani, in Europa e negli Stati Uniti.
In Ghana è stato insignito da varie commissioni governative di realizzare rilievi murari, compreso quello per il museo del mausoleo del primo presidente del Ghana, Kwame Nkrumah. Insieme all'artista francese Di Rosa ha creato l'unica opera d'arte moderna pubblica esistente in città.

## Il Monumento al Genocidio del Rwanda
Quando Kofi vide alla televisione le immagini di un bulldozer che spazzava centinaia di corpi in una fossa in Ruanda nel 1994, come se non fossero altro che spazzatura, decise che era arrivato il momento di fare qualcosa.
Come artista, sentiva il dovere di mostrare al mondo cosa stava succedendo là. Se ne rese conto solo quando si accorse che nessuno sembrava più ricordarsi dopo 4 anni di quello che era accaduto tra la popolazione Tutsi.
Realizzò così un monumento viaggiante di legno, metallo, rifiuti e materia pittorica, che consisteva di tante piccole sculture assemblate tra loro.
Questo lavoro, che pesa più di una tonnellata, si riferisce alle vittime, i rifugiati, politici e giudici, i testimoni oculari.
File e file di volti in terracotta rimandano dolorosamente all'anonimato delle migliaia di vittime: il monumento è in memoria delle 800 000, e più forse, vittime dirette e indirette del genocidio del Ruanda.
Ha lavorato su questo progetto per ben due anni e mezzo e ancora oggi continua ad aggiungere nuovi elementi.
Il fatto di spostarlo continuamente, per l'artista, è una modalità per mantenere viva la sua tensione, nella gestualità di impacchettare e spacchettare continuamente i suoi componenti e di farlo viaggiare, anche se di poche miglia, come se respirasse aria.
I materiali fragili di cui è composto, come la terracotta o la legna bruciata, ci ricordano inevitabilmente quando sia fragile la vita.
Le parti del monumento al genocidio sono state esibite in Costa d'Avorio, Senegal e Francia. È in corso di sviluppo un suo iter in Germania.

## Esposizioni
- 2000 - 4ème Biennale de l'Art Africain Contemporain - Dak'Art Biennale de l'art africain contemporain, Dakar
- 2004 - Africa Screams - Das Böse in Kino, Kunst und Kult - Kunsthalle Wien (Museumsquartier), Vienna
- 2005 - Kofi Setordji - Dany Keller Galerie, Monaco di Baviera (esposizione personale)
- 2007 - Contct Zone - Musée National du Mali, Bamako
- 2007 - Contemporary African Art from the Collection of William Jones - Aljira - Center for Contemporary Art, Newark, NJ
- 2007 - "AFRICA SELECT I" - ARTCO Galerie GmbH, Herzogenrath
- 2008 - Zeitgenössische Kunst aus Ghana - Haus der Völker, Schwaz
- 2008 - DIALOGE - ARTCO Galerie GmbH, Herzogenrath
- 2009 - ARTCO - FINE ART - ARTCO Galerie GmbH, Herzogenrath
- 2010 - FINE ART 2010 - ARTCO Galerie GmbH, Herzogenrath
- 2010 - Diagne Chanel / Kofi Setordji - Reflektionen - Malerei und Objekte - ARTCO Galerie GmbH, Herzogenrath
- 2011 - GRENZENLOS - Bilder - Skulpturen - Installationen - Kunstverein Aalen, Aalen
- 2011 - POSITIONEN - zeitgenössischer afrikanischer Künstler aus der Sammlung Kindermann - ARTCO Galerie GmbH, Herzogenrath